# Knochenprinzip
Knochenprinzip bezeichnet eine architektonische Grundform bei der Gestaltung von Fachmarkt- und Einkaufszentren, bei der ein Zentrum nach Vorbild eines Knochens länglich gebaut ist, mit den großen Geschäften an den Enden und den kleinen Geschäften entlang des Ganges platziert.

## Beschreibung
Bei der Planung eines Einkaufszentrums werden bekannte Läden wie H&M oder MediaMarkt mit relativ viel Verkaufsfläche (Ankermieter) platziert. In der Mitte sind eher kleine und unbekanntere Geschäfte. Der Vorteil liegt darin, dass somit ein optimales Frequenzmuster erzeugt wird.

## Beispiele
ECE Projektmanagement (Otto Group) plant alle seine Einkaufszentren nach diesem Prinzip.